# Младен Деветак
Младен Деветак (серб. Младен Деветак, нар. 12 березня 1999, Новий Сад, Сербія та Чорногорія) — сербський футболіст, центральний захисник хорватського клубу «Рієка».

## Ігрова кар'єра

### Клубна
Младен Деветак народився умісті Новий Сад і є вихованцем місцевого клубу «Воєводина». Офіційний дебют футболіста у першій команді відбувся 21 травня 2017 року в матчі чемпіонату Сербії. В червні того ж року Деветак підписав з клубом свій перший професійний контракт на чотири роки.
В серпні 2022 року італійський «Палермо», котрий щойно підвищився до Серії В оголосив про підписання трирічного контракту з сербським захисником. В команді Деветак провів лише шість матчів і в січні 2023 року був відправлений в оренду до клубу «Вітербезе». Сезон 2023/24 захисник також провів в оренді — в хорватському клубі «Істра 1961». А влітку 2024 року Деветак підписав повноцінний контракт з іншим хорватським клубом — «Рієкою».

### Збірна
В складі юнацької збірної Сербії (U-17) Деветак брав участь у фінальній частині юнацького чемпіонату Європи, що проходив в Азербайджані. На турнірі захисник провів два матчі.

## Титули
Воєводина
 Переможець Кубка Сербії: 2019/20
Рієка
 Чемпіон Хорватії: 2024/25
 Переможець Кубка Хорватії: 2024/25